# Liste der Nummer-eins-Hits in Südkorea (2006)
Dies ist eine Liste der Nummer-eins-Hits in Südkorea im Jahr 2006, basierend auf den ehemaligen offiziellen Music Industry Association of Korea Charts, die es zwischen 1999 und 2008 gab. In den MIAK-Charts gab es lediglich Albumcharts. Die einzelnen Chartmonate sind nur noch über Web-Archivierung aufrufbar. Die aktuell offiziellen Gaon Charts wurden erstmals in 52. Kalenderwoche des Jahres 2009 herausgegeben.

## Alben
| ← 2005 ← | Liste der Nummer-eins-Hits in Südkorea | Liste der Nummer-eins-Hits in Südkorea | Liste der Nummer-eins-Hits in Südkorea                   | 2007 →                    |
| \| Zeitraum \| Mt. ges. \| Interpret \| Titel \| Zusätzliche Informationen \| \| (Zeitraum, Monate auf Platz eins, Interpret, Titel, zusätzliche Informationen) \| \| \| \| \| \| ------------------------------------------------------------------------------ \| -------- \| ------------ \| -------------------------------------------------------- \| ------------------------- \| \| Januar 2006 – Februar 2006 2 Monate \| 2 \| Grace \| Grace \| – \| \| März 2006 1 Monat \| 1 \| Se7en \| 24/Seven / 세븐3집 \| – \| \| April 2006 – Mai 2006 2 Monate (insgesamt 3) \| 3 \| SG Wannabe \| The 3rd Masterpiece / sg워너비3집 \| – \| \| Juni 2006 1 Monat \| 1 \| Super Junior \| 슈퍼주니어 싱글 1집 / U \| – \| \| Juli 2006 1 Monat (insgesamt 3) \| 3 \| SG Wannabe \| The 3rd Masterpiece / sg워너비3집 \| – \| \| August 2006 1 Monat \| 1 \| Shinhwa \| State of the Art / 스페셜에디션포함 \| – \| \| September 2006 1 Monat \| 1 \| TVXQ \| "O"-Jung.Ban.Hap. / 동방신기3집_오!정.반.합. \| – \| \| Oktober 2006 1 Monat \| 1 \| Rain \| Rain’s World / 비 4집 \| – \| \| November 2006 1 Monat (insgesamt 2) \| 2 \| TVXQ \| "O"-Jung.Ban.Hap. / 동방신기3집_오!정.반.합. \| – \| \| Dezember 2006 1 Monat \| 1 \| SMTOWN \| 2006 Winter SMTown – Snow Dream / SMTOWN 10집/Winter 06' \| – \| |                                        |                                        |                                                          |                           |
| ← 2005 |                                        |                                        |                                                          | → 2007 →                  |
| Zeitraum | Mt. ges.                               | Interpret                              | Titel                                                    | Zusätzliche Informationen |
| (Zeitraum, Monate auf Platz eins, Interpret, Titel, zusätzliche Informationen) |                                        |                                        |                                                          |                           |
| Januar 2006 – Februar 2006 2 Monate | 2                                      | Grace                                  | Grace                                                    | –                         |
| März 2006 1 Monat | 1                                      | Se7en                                  | 24/Seven / 세븐3집                                       | –                         |
| April 2006 – Mai 2006 2 Monate (insgesamt 3) | 3                                      | SG Wannabe                             | The 3rd Masterpiece / sg워너비3집                        | –                         |
| Juni 2006 1 Monat | 1                                      | Super Junior                           | 슈퍼주니어 싱글 1집 / U                                  | –                         |
| Juli 2006 1 Monat (insgesamt 3) | 3                                      | SG Wannabe                             | The 3rd Masterpiece / sg워너비3집                        | –                         |
| August 2006 1 Monat | 1                                      | Shinhwa                                | State of the Art / 스페셜에디션포함                      | –                         |
| September 2006 1 Monat | 1                                      | TVXQ                                   | "O"-Jung.Ban.Hap. / 동방신기3집_오!정.반.합.             | –                         |
| Oktober 2006 1 Monat | 1                                      | Rain                                   | Rain’s World / 비 4집                                    | –                         |
| November 2006 1 Monat (insgesamt 2) | 2                                      | TVXQ                                   | "O"-Jung.Ban.Hap. / 동방신기3집_오!정.반.합.             | –                         |
| Dezember 2006 1 Monat | 1                                      | SMTOWN                                 | 2006 Winter SMTown – Snow Dream / SMTOWN 10집/Winter 06' | –                         |